# Machézal
Machézal és un municipi francès situat al departament del Loira i a la regió d'Alvèrnia-Roine-Alps. L'any 2007 tenia 407 habitants.

## Demografia

### Població
El 2007 la població de fet de Machézal era de 407 persones. Hi havia 146 famílies de les quals 32 eren unipersonals (16 homes vivint sols i 16 dones vivint soles), 37 parelles sense fills, 69 parelles amb fills i 8 famílies monoparentals amb fills.
La població ha evolucionat segons el següent gràfic:
Habitants censats

### Habitatges
El 2007 hi havia 209 habitatges, 152 eren l'habitatge principal de la família, 40 eren segones residències i 17 estaven desocupats. 202 eren cases i 7 eren apartaments. Dels 152 habitatges principals, 106 estaven ocupats pels seus propietaris, 40 estaven llogats i ocupats pels llogaters i 6 estaven cedits a títol gratuït; 3 tenien dues cambres, 27 en tenien tres, 44 en tenien quatre i 79 en tenien cinc o més. 116 habitatges disposaven pel capbaix d'una plaça de pàrquing. A 63 habitatges hi havia un automòbil i a 78 n'hi havia dos o més.

### Piràmide de població
La piràmide de població per edats i sexe el 2009 era:
| Homes | Edats   | Dones |
| ----- | ------- | ----- |
| 0     | 95 o +  | 0     |
| 0     | 90 a 94 | 0     |
| 0     | 85 a 89 | 0     |
| 4     | 80 a 84 | 4     |
| 12    | 75 a 79 | 0     |
| 0     | 70 a 74 | 12    |
| 16    | 65 a 69 | 8     |
| 16    | 60 a 64 | 8     |
| 8     | 55 a 59 | 8     |
| 8     | 50 a 54 | 8     |
| 8     | 45 a 49 | 8     |
| 12    | 40 a 44 | 4     |
| 12    | 35 a 39 | 16    |
| 24    | 30 a 34 | 12    |
| 8     | 25 a 29 | 20    |
| 12    | 20 a 24 | 4     |
| 4     | 15 a 19 | 8     |
| 12    | 10 a 14 | 12    |
| 8     | 5 a 9   | 20    |
| 16    | 0 a 4   | 16    |

## Economia
El 2007 la població en edat de treballar era de 260 persones, 200 eren actives i 60 eren inactives. De les 200 persones actives 184 estaven ocupades (103 homes i 81 dones) i 16 estaven aturades (7 homes i 9 dones). De les 60 persones inactives 24 estaven jubilades, 20 estaven estudiant i 16 estaven classificades com a «altres inactius».

### Ingressos
El 2009 a Machézal hi havia 150 unitats fiscals que integraven 405 persones, la mediana anual d'ingressos fiscals per persona era de 16.468 €.

### Activitats econòmiques
Dels 14 establiments que hi havia el 2007, 1 era d'una empresa de construcció, 3 d'empreses de comerç i reparació d'automòbils, 1 d'una empresa de transport, 5 d'empreses d'hostatgeria i restauració, 1 d'una empresa immobiliària, 2 d'empreses de serveis i 1 d'una empresa classificada com a «altres activitats de serveis».
Dels 4 establiments de servei als particulars que hi havia el 2009, 1 era una fusteria i 3 restaurants.
L'any 2000 a Machézal hi havia 24 explotacions agrícoles que ocupaven un total de 846 hectàrees.

## Equipaments sanitaris i escolars
El 2009 hi havia una escola elemental integrada dins d'un grup escolar amb les comunes properes formant una escola dispersa.

## Poblacions més properes
El següent diagrama mostra les poblacions més properes.